# Ansiedad (pintura)
Ansiedad (en noruego: Angst) es un óleo sobre lienzo pintado por el artista expresionista Edvard Munch en 1894. Está actualmente en el Museo Munch de Oslo, Noruega. Se considera que Ansiedad está estrechamente relacionada con la más famosa, El grito (1893). El paisaje de fondo es el mismo en ambas, el fiordo de Oslo, visto desde Ekeberg. El cielo rojo del ocaso es también muy similar. La procesión de rostros pálidos y fantasmales que avanzan hacia el espectador recuerdan a las personas que se ven en Tarde en Karl Johan (1892).
El artista buscaba entonces mostrar emociones tales como desamor y tristeza. Así, Ansiedad forma parte de la serie de unas veinte pinturas que Munch denominó La crisis de la vida en la que pretendía representar la ansiedad y oscura vida mecanicista del hombre moderno. Con esta búsqueda de emociones Munch hizo avanzar el simbolismo hacia lo que luego se denominará expresionismo.